# Fannia parafemoralis
Fannia parafemoralis är en tvåvingeart som beskrevs av Araugo och Márcia Souto Couri 1996. Fannia parafemoralis ingår i släktet Fannia och familjen takdansflugor. Inga underarter finns listade i Catalogue of Life.